# EarthRights International
EarthRights International (ERI) ist eine US-amerikanische, gemeinnützige Menschenrechts- und Umweltorganisation mit Sitz in Washington DC, die mit rechtlichen Mitteln gegen Menschenrechtsverletzungen und Verstöße gegen die Umwelt vorgeht.

## Geschichte
Die Organisation entstand Ende der 1990er Jahre, nachdem Katie Redford, Ka Hsaw Wa und Tyler Giannini eine Klage gegen die Firma Unocal wegen Menschenrechtsverletzungen einreichten. Der multinationale Ölkonzern Unocal schloss sich mit der burmesischen Armee zusammen, um ein Pipelineprojekt zu bauen. Dies führte zu Zwangsarbeit, Landraub, Folter, Vergewaltigung, außergerichtlichen Tötungen und Angriffen auf indigene und ethnische Minderheiten.

## Aktivitäten
Die Organisation beteiligt sich an Gerichtsverfahren gegen Menschenrechtsverletzungen und Verstöße gegen die Umwelt, betreibt Schulung von Aktivisten, Anwälten und führenden Vertretern der Zivilgesellschaft zur Verteidigung der Menschenrechte und der Umwelt, und unterstützt entsprechende Kampagnen.

## Gerichtsverfahren
Auswahl von Gerichtsverfahren, die durch EarthRights International angeregt oder eingeleitet wurden:
- Doe v. Unocal Corp.

1997 erreichte die Klage das District Court for the Central District of California. Der Vorwurf lautete, dass Menschen während des Baus einer Gaspipeline durch das Burmesische Militär zur Arbeit gezwungen wurden und dabei Folter, Vergewaltigung und anderen Menschenrechtsverletzungen ausgesetzt waren. Unocal wurde vorgeworfen, daran mitschuldig zu sein, da eine Zusammenarbeit zwischen der Firma und dem Militär bestand. In 2004 stimmte Unocal einem Vergleich zu, Entschädigung zu zahlen. Der Fall ist abgeschlossen. Grundlage für die Anklage war ein Gesetz aus dem 18. Jahrhundert (Alien Tort Claims Act, 1789), das es US-Gerichten erlaubt, Fälle in Bezug auf ausländische Staatsangehörige wegen Verbrechen zu entscheiden, die außerhalb der USA begangen wurden.
- Wiwa v. Royal Dutch Shell Co.

In den 1990er Jahren wurden Proteste Angehöriger des Ogoni-Volkes in Nigeria gewaltsam durch das nigerianische Militär niedergeschlagen, wobei Menschen Folter und Exekution ausgesetzt wurden. Die Anklage beinhaltete auch Luft- und Wasserverschmutzung und Landraub. In 2009 stimmte Royal Dutch Shell, dem Zusammenarbeit mit dem Militär vorgeworfen wurde, einem finanziellen Vergleich zu. Der Fall ist abgeschlossen.
- Doe v. Chiquita Brands International

In 2007 regte EarthRights International eine Sammelklage an, in der Chiquita angeklagt wurde, Folter, Kriegsverbrechen und die Verletzung anderer Menschenrechte begangen zu haben. Chiquita gab zu, Terroristen in Kolumbien finanziell unterstützt zu haben, aber keine Entschädigung an Familien gezahlt zu haben, deren Verwandte von diesen Terroristen ermordet wurden. Das Verfahren ist anhängig (2022).
- County of Boulder et al v. Suncor Energy et al[7]

In 2018 reichten die US Gemeinden Boulder County, San Miguel County, und City of Boulder, mit Unterstützung u. a. durch EarthRights International, eine Klage gegen die Firmen Suncor und ExxonMobil ein. Es wird verlangt, dass die Firmen einen angemessenen finanziellen Beitrag leisten, um Maßnahmen zur Bekämpfung und Minderung der Auswirkungen des Klimawandels zu finanzieren, damit diese Kosten nicht alleine von Steuerzahlern getragen werden müssen.
Den Unternehmen wird Verbraucherbetrug vorgeworfen, weil ihre eigenen Wissenschaftler vor den Gefahren der Verbrennung fossiler Brennstoffe warnten, die Firmen aber Beweise für eine wachsende Klimakrise unterdrückten.